# 秋田あったかネット
秋田あったかネット（あきたあったかネット）は、秋田銀行・秋田信用金庫・羽後信用金庫・秋田県信用組合及びJAバンクあきた（秋田県内13の農業協同組合）相互間のATM・CD利用手数料無料提携サービスのことである。

## 概要

### 提携の背景
ゆうちょ銀行の発足等で地域金融機関の経営が一層厳しくなる中、秋田県内の5金融機関（当時）の協力体制を取る為、提携に踏み切ったことがある。
直後に、秋田ふれあい信用金庫（当時）による羽後信金との合併発表やその後のJAバンクあきたの加入など、本サービス発表当初の状況からは大きく変化している。

### 対象金融機関
※2019年2月1日時点
- 秋田銀行
- 秋田信用金庫
- 羽後信用金庫
- 秋田県信用組合
- 秋田県内の13JAバンク（農業協同組合の信用事業店舗）

### 対象ATM
- 上記対象金融機関が単独で設置しているATM
- 共同ATMの内、上記対象金融機関の何れかが幹事となるATM

## 沿革
- 2008年（平成20年）6月2日 - 提携開始
- 2009年（平成21年）
  - 1月26日 - 秋田県内の16（当時）JAバンク（農業協同組合）が加入。
  - 7月13日 - 秋田ふれあい信用金庫が羽後信用金庫に吸収合併されたため、提携機関数が1減。
- 2012年（平成24年）4月1日 - おものがわ農業協同組合が秋田ふるさと農業協同組合に吸収合併された為、提携機関数が1減。
- 2018年（平成30年）4月1日 - 秋田みなみ農業協同組合が新あきた農業協同組合（合併と同時に即日秋田なまはげ農業協同組合に改称）に吸収合併された為、提携機関数が1減。
- 2019年（平成31年）2月1日 - あきた北央農業協同組合が鷹巣町農業協同組合（合併と同時に即日秋田たかのす農業協同組合に改称）に吸収合併された為、提携機関数が1減。